# Информационная революция
Информационная революция — появление и массовое применение принципиально новых методов и средств сбора, обработки, хранения и передачи информации, повлекших за собой качественные и необратимые изменения во всех областях жизнедеятельности людей (включая личное поведение), в общественных отношениях и общества в целом.
Этот термин применяется для обозначения шести информационных революций в истории человечества, в результате которых не только кардинально менялись способы обработки информации, но и способы производства, стиль жизни, системы ценностей.

## История информационных революций
Формирование современного информационного общества стало результатом шести информационных революций, которые произошли в истории развития человеческой цивилизации:
- первая информационная революция связана с возникновением речи и языков. Это стало началом истории непрерывного накопления человеческого опыта, записанной в памяти информации, переданных и сохраненных знаний. Язык, став помимо инструмента коммуникации еще и инструментом мышления, запустил процесс социальной эволюции. По сути, это событие ознаменовало собой само возникновение человечества;[1][2][3][4]
- вторая информационная революция связана с появлением письменности. Отправной точкой для нее принято считать появление фонетического алфавита в Греции около VIII века до н.э. К этому моменту уже повсеместно появились правительства, росло население, велись войны, распространялась торговля - объемы информации, циркулировавшие в обществе, требовали постоянного ведения записей. Письменное отражение мыслей, идей, описание экспериментов, ведение статистики, все это привело к взрыву научной деятельности и художественного творчества, а впоследствии к взаимосвязанным изменениям в политической, социальной, экономической сферах. Самое важное – с момента использования письменности для сохранения знаний человеческий разум больше не был ограничен рамками памяти. Более того, для распространения знаний перестали существовать какие-либо границы, любую информацию теперь можно было отправить через пространство и время, чтобы ее изучали другие люди в разных местах и в разные эпохи будущего;[1][2][3][4]
- третья информационная революция была вызвана изобретением и распространением книгопечатания в XV ст. и расширила доступ к информации широким слоям населения благодаря тиражированию изданий. Стало возможным самообразование, разум приобрел огромное значение как инструмент аккумулирования и формирования знаний. Информация стала массовой, знания стали массовыми и это – главный результат третьей информационной революции. Спустя 150 лет после выхода Библии Гутенберга в мире начали издаваться первые еженедельные газеты, так зародилось общественное мнение, зародились массовые коммуникации. Само существование общества стало неотделимо от процесса непрерывного информационного обмена;[1][2][3][4][5]
- четвертая информационная революция (конец XIX — начало XX вв.) связана с изобретением телеграфа, телефона, радио, телевидения, что позволяло оперативно, в больших объемах передавать и накапливать информацию, передавать звуковые и визуальные образы на большие расстояния. Радио и телевидение возвели способ обращения "одного ко многим" в абсолют, сделав массовые коммуникации глобальными и дав возможность информировать общество в режиме времени, близком к реальному. Информация стала не только отражать события реального мира, но и влиять на эти события;[1][2][3]
- пятая информационная революция (70-е годы XX века - н.в.) (цифровая революция) обусловлена изобретением микропроцессорной технологии и персонального компьютера, а также развитием компьютерных сетей. Появление всемирной сети (интернета) сделало возможным размещение всех информационных ресурсов человечества, всех технологий связи и коммуникации, в одном едином пространстве. Определяющим фактором этого этапа является взрывной темп развития технологий и, как следствие, социотехнологических трансформаций;[2][3][6][7]
- шестая информационная революция (2005 г. - н.в.) (революция технологий искусственного интеллекта) стартовала благодаря развитию методов глубокого обучения нейронных сетей, которое было бы невозможным без стремительного и постоянного накопления огромных массивов разнообразных данных (большие данные) и возникновения потребности в осмыслении этих данных, преобразования их в связную информацию, а затем в знания, требуемые для принятия управленческих решений и достижения определенных целей. Последствия этой революции для человечества, реальные и прогнозируемые, являются предметом открытой дискуссии мирового научного сообщества.[3][4][8]